# 위스키 사워

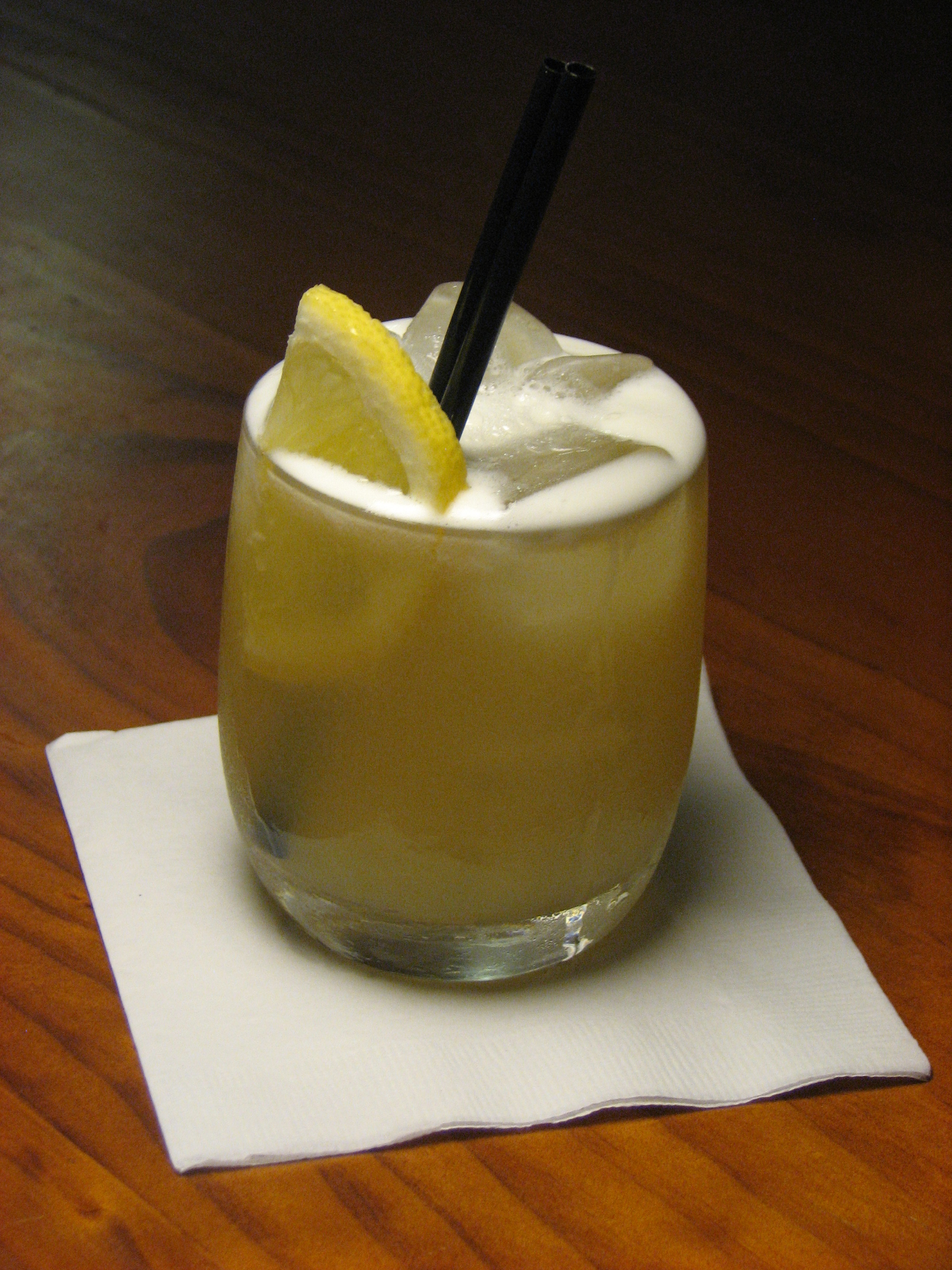

위스키 사워(Whiskey sour)는 위스키(종종 버번 위스키), 레몬 주스, 설탕, 선택적으로 약간의 달걀 흰자를 포함하는 혼합 음료이다. 신맛의 일종으로 베이스 스피릿에 시트러스 주스, 감미료를 첨가한 혼합 음료이다.
계란 흰자가 포함된 경우 보스턴 사워라고도 한다. 사용된 위스키가 스카치인 경우 스카치 사워라고 한다. 풀 바디 레드 와인 몇 스푼을 위에 떠서 종종 뉴욕 사워라고 한다. 이것은 흔들고 똑바로 또는 얼음 위에 서빙된다.
국제 바텐더 협회(International Bartenders Association) 레시피에는 오렌지 슬라이스 반쪽과 마라스키노 체리 장식이 포함된다. 원래 버전은 리몬 데 피카(Limón de Pica)로 만들어졌다.
위스키 사워의 변형은 종종 버번 위스키 또는 호밀 위스키를 기반으로 하며 레몬 주스와 오렌지 주스를 모두 포함하고 그레나딘 시럽을 감미료로 사용하는 워드 8(Ward 8)이다. 때때로 다른 위스키 사워에 사용되는 계란 흰자는 일반적으로 포함되지 않는다.

## 역사
위스키 사워에 대한 가장 오래된 역사적 언급은 1870년 위스콘신 신문인 워키샤 플레인 딜러(Waukesha Plain Dealer)에 실렸다.